# Erland Grip
Bo Åke Erland Grip, född 24 juli 1905 i Stockholm, död 21 februari 2007 i Huddinge församling, var en svensk geolog, verksam vid Bolidens Gruv AB.

## Biografi
Grip blev filosofie licentiat vid Uppsala universitet 1934, geolog vid Bolidens Gruv AB 1935, chefsgeolog där 1939–44 samt chef för prospekteringsavdelningen 1944–67. Han blev filosofie hedersdoktor vid Uppsala universitet 1961, tilldelades Ingenjörsvetenskapsakademiens guldmedalj 1982 för sina insatser inom prospektering och malmletningsstrategi samt professors namn 1983. Han var en av grundarna av den europeiska tidskriften "Mineralium Deposita", vilken är inriktad på ekonomisk geologi.
Under 1960-, 1970- och 1980-talen innehade Grip ordförandeposten inom ett flertal kommittéer i Stiftelsen Gruvforskningen. År 2000 erhöll han det nyinstiftade Geologiska föreningens Lindgrenpris ”för betydande vetenskaplig forskning inom områdena malmgeologi och ekonomisk geologi”.  Grip är begraven på Tomtberga kyrkogård.